# 오셀롯도마뱀붙이
오셀롯도마뱀붙이(Paroedura picta)는 오셀롯 게코(Ocelot gecko), 마다가스카르 그라운드 게코(Madagascar ground gecko), 말라가시 팻테일 게코(Malagasy fat-tailed gecko), 팻헤드 게코(fat-headed gecko), 팬서 게코(panther gecko)라 불리며, 마다가스카르의 숲속 잎더미에서 발견되는 지중성, 야행성 도마뱀붙이류이고 애완용으로 인기가 높다.
오셀롯은 자연적으로는 갈색 바탕에 검은색 무늬가 나있다. 어떤 개체들은 등에 흰색 줄무늬도 나있다. 사육 개체들 중에는 하이포(hypo), 오렌지(orange), 아네리트리스틱(anerythristic), 노란색을 띠는 아멜라니스틱(amelanistic) 등의 모프가 존재한다.
보통 4–6 인치 (10–15 cm) 까지, 몇몇 잘 키워진 수컷은 8 인치 (20 cm)까지 자란다. 전반적으로 대개의 도마뱀붙이류보다 작다.
오셀롯은 기는 능력이 완전하지 않지만 몇몇 표면은 길 수 있다. 사육 시에는 겁에 질리면 유리 표면을 오른다고 알려져있다.
오셀롯은 오로지 곤충만을 먹는다.
황혼과 여명 사이의 오셀롯이 좋아하는 시간대에 제일 쉽게 발견할 수 있다.
오셀롯은 사육 환경에 잘 적응하지만, 핸들링은 좋아하지 않으며 겁에 질리면 물 수 있다. 사육 시에는 6-10년 간 살아간다.